# Rabdophaga gemmicola
Rabdophaga gemmicola är en tvåvingeart som först beskrevs av Jean-Jacques Kieffer 1896.  Rabdophaga gemmicola ingår i släktet Rabdophaga och familjen gallmyggor. Inga underarter finns listade i Catalogue of Life.